# پیر کلمنتی
پیر کلمنتی (فرانسوی: Pierre Clémenti‎؛ ۲۸ سپتامبر ۱۹۴۲ – ۲۷ دسامبر ۱۹۹۹) یک هنرپیشه اهل فرانسه بود.
از فیلم‌ها یا برنامه‌های تلویزیونی که وی در آن نقش داشته است می‌توان به زیبای روز، صلح‌جویی، پلنگ، بنجامین، مراکش، خوکدانی، دنباله‌رو، راه شیری، کوارتت و مردی که می‌خندد اشاره کرد.